# Chrysotus pectoralis
Chrysotus pectoralis är en tvåvingeart som beskrevs av Van Duzee 1924. Chrysotus pectoralis ingår i släktet Chrysotus och familjen styltflugor.
Artens utbredningsområde är Florida. Inga underarter finns listade i Catalogue of Life.